# Fullscreen
Fullscreen, letteralmente traducibile in italiano a tutto schermo, è un termine usato per definire l'aspect ratio 4:3 (8:6) dei film, ovvero un film il cui formato cinematografico originale è 1,33:1 (cioè 4:3) si adatterà in fullscreen in un televisore 4:3. Diversamente, lo schermo pieno per un televisore 16:9 sarà per i formati nativi 1,78:1 (16:9 appunto), ma in questo caso si parlerà di widescreen.

## Curiosità
Alcuni registi cinematografici, come ad esempio Stanley Kubrick, amavano girare le loro pellicole in formato 1,33:1 ritenendo che la "vita futura" della loro opera fosse quella televisiva e che quella cinematografica fosse solo passeggera, ergo girare già nel formato originario dello schermo televisivo (4:3 = 1,33:1 appunto), si riteneva fosse ottimale.